# آلبرتو دی فرانچسکو
آلبرتو دی فرانچسکو (انگلیسی: Alberto De Francesco؛ زادهٔ ۱۲ اکتبر ۱۹۹۴) بازیکن فوتبال است.
از باشگاه‌هایی که در آن بازی کرده‌است می‌توان به باشگاه فوتبال رجینا، باشگاه فوتبال اسپتزیا، و باشگاه ورزشی لاتزیو اشاره کرد.